# Surströmming
Il surströmming ([ˈsʉ̂ːˌʂʈrœmːɪŋ]; lett. "aringa acida") è un piatto tipico della cucina svedese, preparato per fermentazione dell'aringa del Baltico. Il prodotto viene di norma venduto in barattoli, che spesso si gonfiano e deformano durante lo stoccaggio, per via della fermentazione ininterrotta. Quando la latta viene aperta, l'odore che si sprigiona è così forte e nauseante che questo piatto viene di solito consumato all'aperto.

## Preparazione
Le aringhe vengono pescate in primavera, quando stanno per riprodursi. Il pesce viene lasciato fermentare in barili per uno o due mesi, poi viene inscatolato con una salamoia molto leggera, in modo da non interrompere i processi fermentativi. Entro un anno, i gas prodotti dalla fermentazione iniziano a deformare la latta.
Si pensa che questo metodo di conservazione alimentare sia stato inventato molto tempo fa, quando il sale era molto costoso. Sfruttando la fermentazione, è infatti possibile conservare il pesce usando una quantità di sale molto bassa, appena quanto basta a impedirne la putrefazione (completa).

## Utilizzo

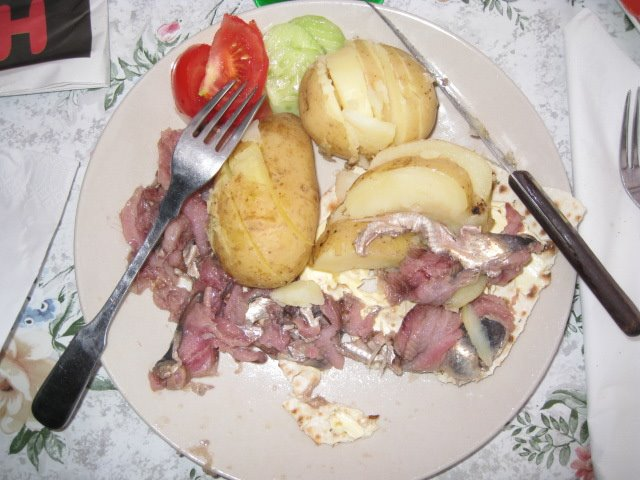
Surströmming con patate

Di norma, il surströmming viene consumato come ingrediente della farcitura di un panino, preparato con tunnbröd (pane sottile), burro o panna acida e verdure. Questo panino (chiamato surströmmingsklämma) viene accompagnato con bicchieri di birra, acquavite o latte.
Gli stessi svedesi non sono particolari estimatori del surströmming, che viene considerato un gusto acquisito.